# 호모노이아 (신화)
호모노이아(고대 그리스어: Ὁμόνοια)는 고대 그리스 종교에서 화합, 만장일치, 마음의 하나됨의 작은 여신이었다. 그녀의 반수는 에리스 (갈등)였다.

## 같이 보기
- 순서와 통합, 한마음의 존재의 개념 호모노이아
- 하르모니아는 조화와 화홥의 여신